# Karthago (band)
Karthago was een Duitse rockband.

## Bezetting
- Joey Albrecht (gitaar, zang)
- Ingo Bischof (keyboards)
- Wolfgang Brock (drums)
- Frank Diez (gitaar)
- Thomas Goldschmidt (drums, percussie)
- Gerald Hartwig (basgitaar)

- Norbert 'Panza' Lehmann (drums)
- Konstantin Bommarius (drums)
- Ringo Funk (drums)
- Reinhard Bopp (gitaar, zang)
- Jochen Roth
- Rolo Rodriguez (drums)
- Chris Rodriguez (basgitaar)
- Glenn Cornick (basgitaar)

## Geschiedenis
Albrecht speelde aanvankelijk in de bands Rivals en Blues Machine. In 1971 werd Karthago geformeerd door Bischof, Goldschmidt en Brock. In 1973 werd Brock vervangen door Lehmann en werd het tweede album opgenomen. Lehmann vertrok in het navolgende jaar naar Epitaph en werd vervangen door Bommarius. Hartwig vertrok stapsgewijs en werd vervangen door Cormick (ex-Jethro Tull). In 1975 verving Hartwig op zijn beurt weer Cornick en Bischof vertrok naar Kraan. Daarna toerde de band in wisselende bezettingen. In 1978 werd de band uiteindelijk ontbonden.
Sinds 2004 is de band weer actief met oude en nieuwe muzikanten.

## Discografie

### Albums
- 1971: Karthago
- 1973: Second Step
- 1974: Rock’N Roll Testament
- 1976: Live at the Roxy
- 1978: Love Is a Cake
- Best Of